# Цамбагарав-Уул (национальный парк)
Цамбагарав-Уул (монг. Цамбагарав) — национальный парк в аймаке Баян-Улгий  в западной Монголии. Образован в 2000 году с целью мониторинга ледников, развитие туризма и альпинизма, охраны обитающих здесь снежных барсов и диких алтайских горных баранов аргали. Площадь парка 1109 км². Назван по имени горы Цамбагарав.